# Manuela Kerer
Manuela Kerer (* 1980 in Brixen) ist eine italienische Komponistin und Hochschullehrerin deutscher Muttersprache aus Südtirol.

## Leben
Kerer studierte Violine und Komposition am Tiroler Landeskonservatorium. Weiterführende Kompositionsstudien führten sie zu Alessandro Solbiati nach Mailand. Parallel dazu absolvierte sie Studien der Rechtswissenschaften und Psychologie an der Universität Innsbruck. Nach Diplomabschlüssen in beiden Fächern erlangte sie mit den eingereichten Dissertationen Musik und Demenz sowie Im Namen aller Künstler, der Kunst und des sozialen Fortschritts: Die Entwicklung der Rechte von Komponistinnen und Komponisten, am Beispiel ausgewählter Persönlichkeiten und unter besonderer Bezugnahme auf Österreich die Promotion in beiden Fächern.
Zu ihren Werken zählen Kompositionen für Orchester, wie κύκλος tίς κρίσις (2011), Chorwerke und Kammermusikkompositionen, etwa seelenblitz (2012) für Streichquartett oder die Vertonung von 7 Gesetzen des italienischen Strafgesetzbuches für Streichsextett (SCH)LEX (2005). Einen weiteren Schwerpunkt nehmen musiktheatralische Werke und Opern ein (Dem Weggehen zugewandt, 2013; Whatever works, 2015; TOTEIS, 2019/20), sowie die kompositorische Auseinandersetzung mit anderen Sparten wie Tanz, Schauspiel, Architektur oder Literatur. Beim Festival Klangspuren 2008 (Schwerpunkt Israel-Palästina) leitete sie das Jugendprogramm und präsentierte mit Poly-Ticks und IXIDOO Kompositionen mit gesellschafts- und politikorientierten Inhalten. Daneben schreibt Kerer auch für Kinder, Jugendliche und Laien (Musiktheater Plenissimo, 2015). 
Werke von Manuela Kerer entstanden für Ensembles wie das Solistenensemble Kaleidoskop Berlin, das Klangforum Wien, Ensemble die reihe, die Bayerische Kammerphilharmonie, ascolta und Künstler wie Julius Berger, Maja Ratkje oder Sarah Maria Sun. Sie wurden bei Festivals wie der Münchener Biennale für zeitgenössisches Musiktheater, Ultraschall Berlin, Wien Modern und in den Konzerthäusern Berlin und Wien, auf Kampnagel Hamburg, im Radialsystem Berlin, in der Accademia Filarmonica Romana, in New York, London oder am Titicaca-See aufgeführt.
Kerers Werke erscheinen im Verlag Breitkopf & Härtel.
Sie wurden auf zahlreichen CDs eingespielt, eine Porträt-CD erschien im Rahmen der ORF Edition Zeitton.
Manuela Kerer ist im künstlerischen Leitungsteam des Ensemble Reconsil Wien, daneben ist sie Mitglied verschiedener Steuerungs- und Leitungsgremien wie z. B. als Verwaltungsratsmitglied der Stiftung Haydn-Orchester von Bozen und Trient (2012–2016), im Kuratorium Bundeswettbewerb Jugend komponiert, Jeunesses Musicales Deutschland (seit 2021).
Von 2010 bis 2020 schrieb Manuela Kerer die wöchentliche Kolumne „Kerers Saite“ in der Südtiroler Tageszeitung „Dolomiten“ und moderierte von 2011 bis 2018 die Radiosendung für zeitgenössische Musik „Querschnitte“ im RAI-Sender Südtirol. 
Seit Dezember 2022 lehrt Manuela Kerer als Professorin für Musikpädagogik am Konservatorium „Claudio Monteverdi“ in Bozen.
Im Februar 2023 wurden Manuela Kerer und Katrin Beck zum neuen Leitungsduo der Münchener Biennale ab 2026 ernannt.

## Privates
Manuela Kerer hat zwei Kinder und lebt mit ihrer Familie in Brixen.

## Anerkennungen
- 2007: Höchstbegabtenstipendium des Rotary Club Innsbruck
- 2008, 2011, 2016: Österreichisches Staatsstipendium für Komposition
- 2008: Hilde-Zach Kompositionsstipendium[13]
- 2009: Preis und Opernauftrag des Festivals A•Devantgarde München[14]
- 2009: Stipendiatin des Richard Wagner Verbandes Innsbruck-Bozen[15]
- 2009: Wahl zu einem von europaweit 100 young creative talents durch den Ausschuss der Europaregionen[16]
- 2009: Walther-von-der-Vogelweide-Förderpreis des Südtiroler Kulturinstituts[17]
- 2010: Kunstpreis der Stadt Innsbruck[18]
- 2011: Theodor-Körner-Preis[19]
- 2011: SKE Publicity Preis[20]
- 2012/2013 wurde Kerer vom österreichischen Außenministerium für das Programm „New Austrian Sound of Music“ ausgewählt.[21]
- 2015: Internationales Arbeitsstipendium „Composer in Residence – Komponistinnen nach Frankfurt“ (Archiv Frau und Musik und Institut für zeitgenössische Musik der Hochschule für Musik und Darstellende Kunst Frankfurt am Main)[22]
- 2016: Composer in Residence des Festivals St. Gallen/Steiermark[23]
- 2019: Komponistin im Fokus der Schlossmediale Werdenberg (Schweiz)[24]
- 2019: Composer in Residence des Festivals Leicht über Linz[25]
- 2019: Composer in Residence des ZZM Kärnten[26]
- 2019: SKB Preis[27]
- 2020: ISCM World Music Days (Neuseeland): Selected Work: Gletscherquartett[28]
- 2021: Composer in Residence Festival Zeitgenössische Musik Bozen
- 2023: Portraitkonzert Jeunesse Fast Forward, ORF RadioKulturhaus, Großer Sendesaal[29]

## Werke (Auswahl)
- Rasura (2006), semiphantastische Oper in drei Akten nach einem Libretto von Kurt Lanthaler
- plas (2008/09), Reise durch das Gehirn für Solovioline und Ensemble
- tickende polli (2008/09), durchgeknallte Kurzoper, inspiriert von einem Besuch der Komponistin im italienischen Senat
- Impresa Omonèro (2009), für Diskantzither
- Zweite Futurmodulation nach Sonnenaufgang (2010), für Sopran, Orgel und Orgelpositiv (ad lib.)
- IMPOS (2010), für 10 elektrische Zahnbürsten, weiteres unmögliches Instrumentarium und Stimme
- κύκλος tίς κρίσις (Kyklos tis krisis, 2011), für Symphonieorchester
- geheimniswiege (2011/12), Streichquartett
- Alma Phantasien (2012), für Sopran und Klavier
- studio assurdo I (2013), für Klavier Solo und mechanisches Spielzeug
- chiaroscuro (2013/14), für 5 Stimmen, 4 Klarinettisten, 3 Streicher und Klanggebäude
- Tonalität der Geistestätigkeiten (2014), für Ensemble (Fl, Kl, Pos, Klv, Vl, Vc)
- Amaroncello (2014), für Violoncello Solo
- zersplittern (2014/15), für Ensemble (Kl./B.kl, Fg, Hr, 2 Vl, Vla, Vc, Kb)
- Plenissimo (2015), für Sprecher, Kinderchor, Jugendchor, Picc.4.4Blfl.2.B-Klar.4Sax. – 4.4.4.3. – Schl(4) – 4Git.3EGit.2Hfe – 6Klav.2Akk – Str (8.0.0.4.0.) – ad lib: viele Musiker (hohe, tiefe, Melodie, Harmonie, perkussive Instrumente)[30]
- granat (2017), für Cembalo Solo
- Toteis (2020), Oper für Symphonieorchester, Stimmen und Chor, Libretto von Martin Plattner

## Medien
- János Richter: Glückskind-Blessed. Dokumentarfilm. Teaser
- Teresa Andreae: Klang-Forscherin: Manuela Kerer. ORF kulturzeit am 18. Januar 2010
- Arne Sinnwell: Klang-Genie Manuela Kerer. ServusTV Dokumentation am 4. Mai 2010
- FORUM Zeitmusik: Podcast: Manuela Kerer spricht mit ihren Gästen, dem Komponisten Eduard Demetz und dem Historiker Hannes Obermair über zeitgenössische Musik und ihre Rezeption, Rai Südtirol, Sendung vom 11. April 2023